# Órla Fallon
Órla Fallon (Knockananna, 24 augustus 1974) is een Ierse zangeres en harpiste. Van 2004 tot 2009 maakte ze deel uit van het muziekensemble Celtic Woman. Daarnaast treedt ze op als soliste.

## Levensloop
Fallon heeft opgetreden voor de paus in Vaticaanstad, de president van Ierland en in Carnegie Hall (in 2005).
In 2000 verscheen haar eerste album The Water is Wide in Europa. In de Verenigde Staten verscheen dit album in 2006.
In 2004 werd ze gevraagd door Sharon Browne en David Downes om op te treden in het The Helix theater in de groep Celtic Woman. Na dit optreden volgden nog vele andere optredens tijdens verscheidene wereldtournees. De groep heeft drie albums uitgebracht.

## Discografie

### Albums
- Órla Fallon: The Water is Wide (2006)
- Celtic Woman (album)|Celtic Woman (2005)
- The Duggans: Rubicon (album) (2005)
- Celtic Woman: A Christmas Celebration (2006)
- Celtic Woman: A New Journey (2007)
- Celtic Woman: The Greatest Journey (2008)
- Jim Brickman's "It's a Beautiful World" (2009)
- Órla Fallon: Distant Shore (2009)
- Music of Ireland: Welcome Home (2010)
- Winter, Fire & Snow: A Celtic Christmas Collection (2010)
- Órla Fallon's Celtic Christmas (2010)
- Órla Fallon: My Land (2011)
- Lullaby Time (2012)